# Szalej jadowity
Szalej jadowity (Cicuta virosa L.) – gatunek silnie trującej rośliny wieloletniej z rodziny selerowatych (Apiaceae). Jest szeroko rozprzestrzeniony na półkuli północnej, w tym częsty także w Polsce. Rośnie na mokradłach i brzegach wód.

## Rozmieszczenie geograficzne
Zasięg gatunku obejmuje wszystkie kontynenty w strefie umiarkowanej półkuli północnej sięgając na północy do strefy podbiegunowej. Rośnie w niemal całej Europie z wyjątkiem południowych krańców i Islandii, w Azji sięga na południu po Kaukaz, zachodnie Himalaje, południowe Chiny i Japonię; w Ameryce Północnej rośnie na Alasce i w Kanadzie, brak go na Grenlandii.
W Polsce gatunek jest szeroko rozpowszechniony na niżu i pogórzu, zwłaszcza na północy i wschodzie, rzadko rośnie w górach.

## Morfologia

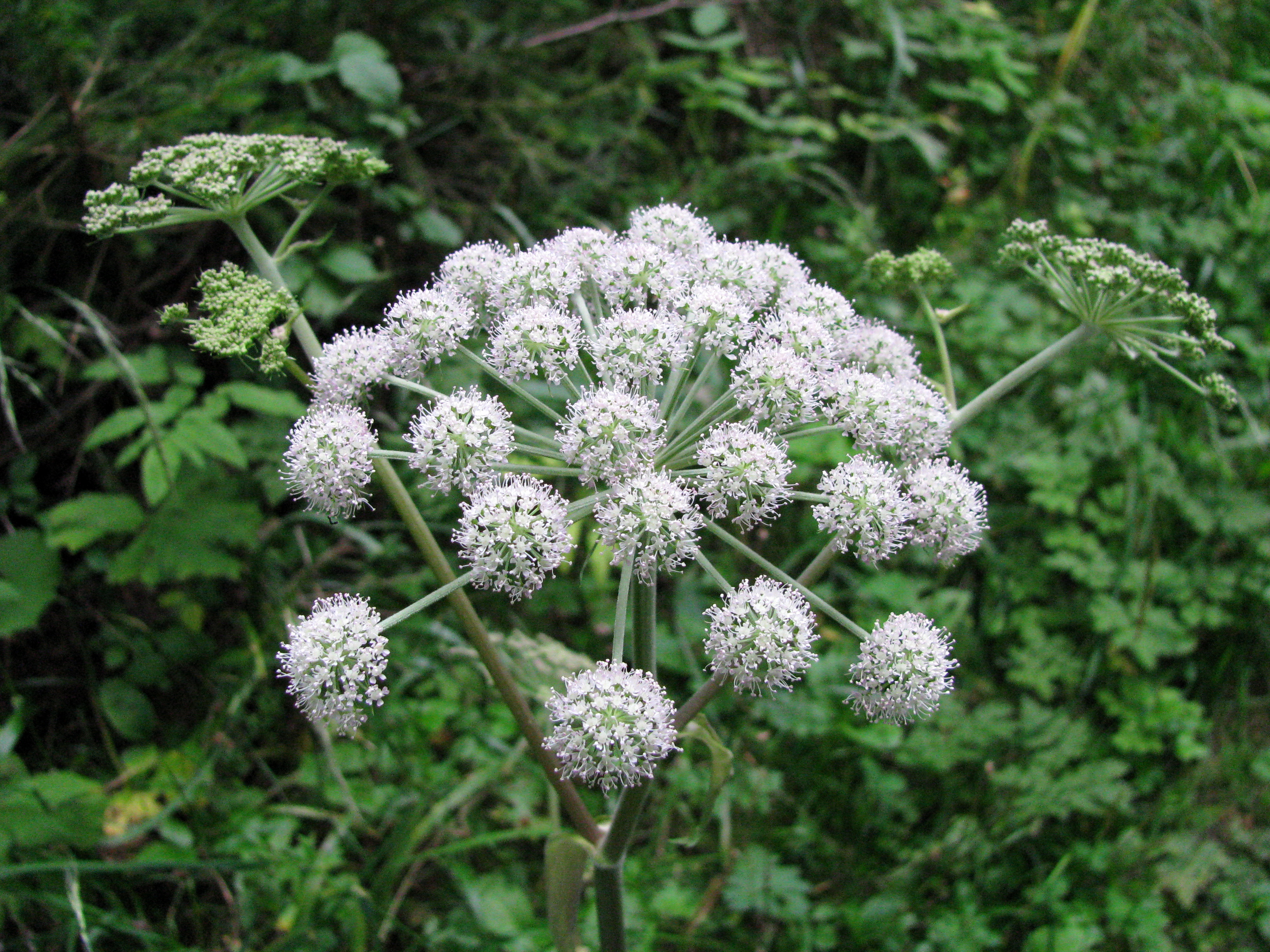
Kwiatostan

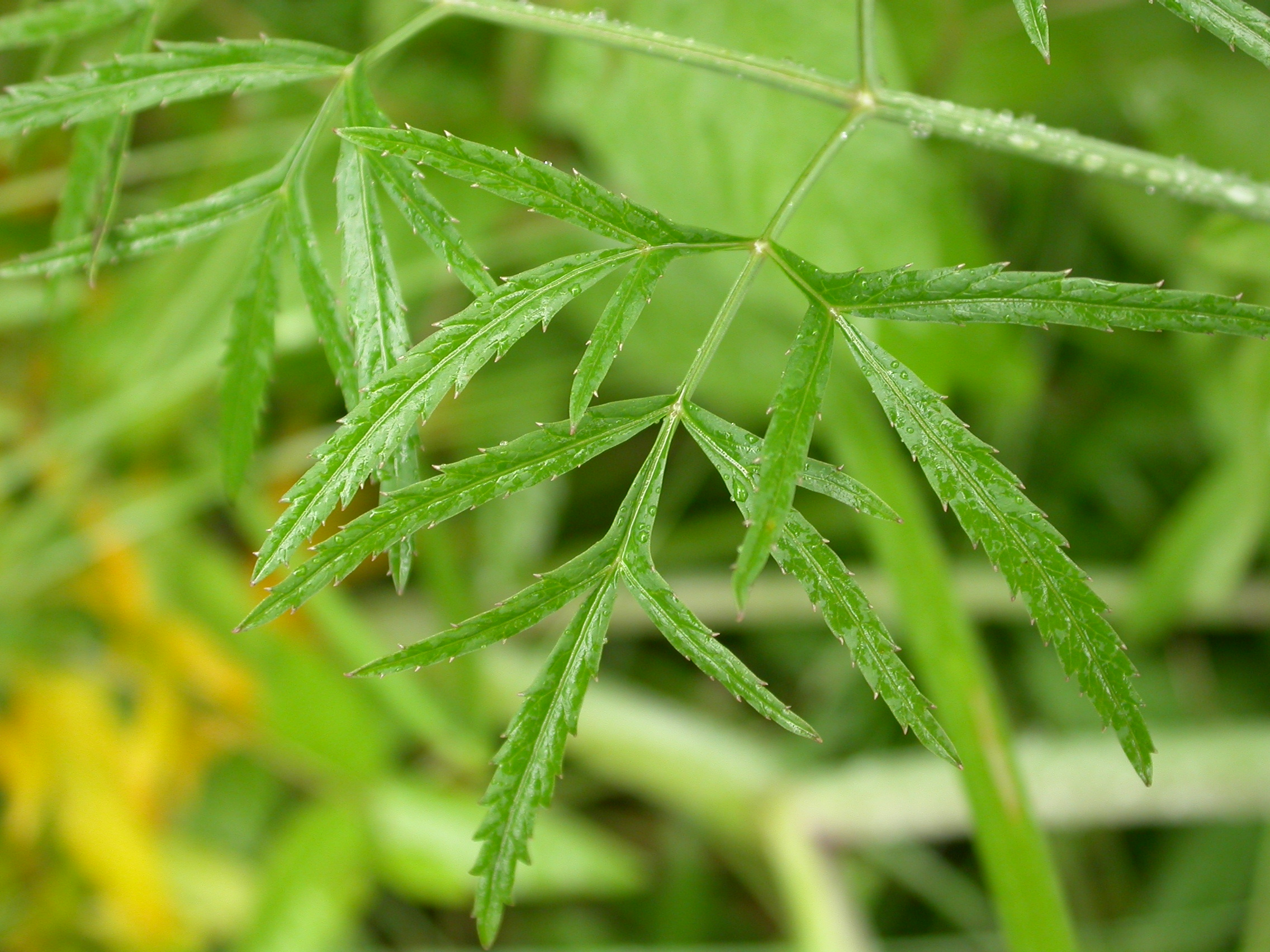
Liść

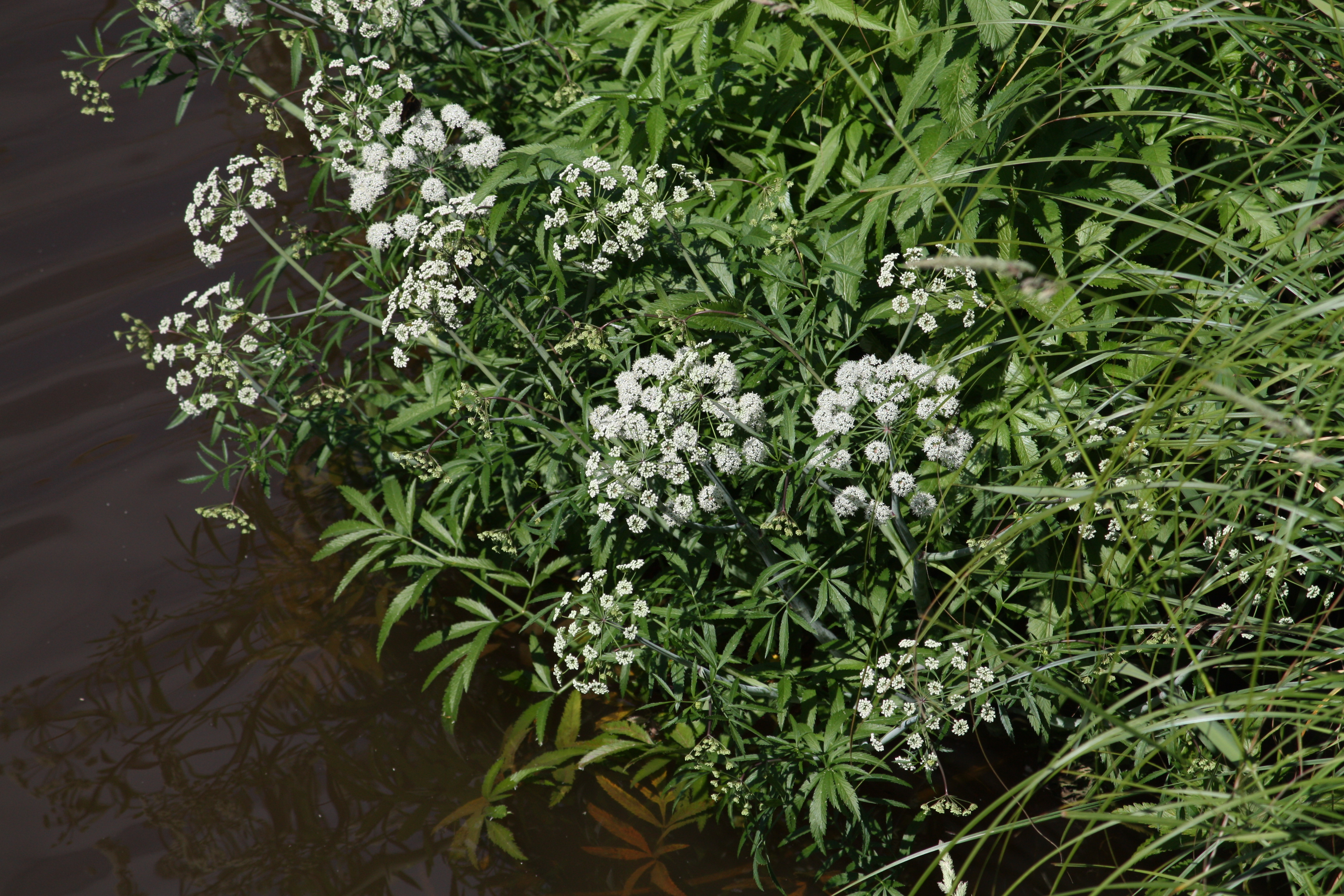
Pokrój

PokrójNaga roślina zielna z bulwiasto zgrubiałym kłączem wewnątrz podzielonym przegrodami na puste komory. Łodyga wzniesiona lub podnosząca się, dęta, górą rozgałęziona. Osiąga do 1,5 m wysokości.
LiścieDolne długoogonkowe (ogonki liściowe dęte), 2- lub 3-krotnie pierzaste, I i II rzędu ogonkowe, a dalsze siedzące. Odcinki ostatniego rzędu lancetowate do równowąsko lancetowatych, na brzegach ostro piłkowane i z ostrym wierzchołkiem. Górne liście z krótkimi ogonkami lub siedzące z nasadą pochwiastą, obłonioną na brzegu. Liście te są słabiej podzielone, odcinki liścia są węższe, mniejsze i rzadziej ząbkowane.
KwiatyZebrane w wielokwiatowe baldaszki, które w liczbie 10–25 tworzą wypukłe (półkuliste) baldachy złożone o nagich szypułach. Pokryw brak lub składają się co najwyżej z dwóch listków, pokrywek jest wiele (8–12), równowąsko lancetowatych. Kwiaty są drobne, płatki korony są białe, odwrotnie jajowate.
OwoceKuliste rozłupnie, składające się z trudno rozdzielających się dwóch rozłupek o długości ok. 2 mm. Każda rozłupka na grzbiecie z 5 podłużnymi, gąbczastymi żeberkami.

## Biologia i ekologia
RozwójBylina, hemikryptofit. Kwitnie od czerwca do sierpnia. Nasiona dojrzewają od połowy sierpnia przez wrzesień. Roznoszone są przez wodę (hydrochoria).
SiedliskoWystępuje w miejscach podmokłych – na mokradłach i torfowiskach, na brzegach wód – rowów, stawów i rzek.
FitosocjologiaGatunek charakterystyczny dla związku (All.) Magnocaricion i zespołu Ass. pło szalejowe Cicuto-Caricetum pseudocyperi.
Roślina trującaCała roślina jest bardzo silnie trująca, a szczególnie łodyga i kłącze. Zawiera trujący wielonienasycony alkohol – cykutoksynę bardzo silnie toksyczny; już spożycie niewielkich ilości powoduje silne zatrucie. Objawy zatrucia występują szybko, do 20 minut po spożyciu. Są to: ślinotok, pieczenie w jamie ustnej, mdłości, wymioty, rozszerzenie źrenic, drgawki, utrata świadomości, trudności w oddychaniu. Śmierć może nastąpić wskutek porażenia ośrodka oddechowego.
GenetykaLiczba chromosomów 2n=22, 44.

## Obecność w kulturze
Tradycja literacka głosi, że wskutek otrucia cykutą zmarł między innymi Sokrates. Opisy sceny egzekucji świadczą jednak, że za truciznę najprawdopodobniej posłużył szczwół plamisty (Conium maculatum), w starożytności również określany łacińskim mianem cicuta. Szalej jadowity był jednak dawniej używany do skrytobójczych otruć.
Motyw trującej cykuty pojawia się w różnych utworach literackich, np. w sienkiewiczowskiej bajce Co się raz stało w Sydonie, w powieściach Agathy Christie Pięć małych świnek i M.C. Beaton Agatha Raisin i zabójcze ciasto.